# Tina Chow

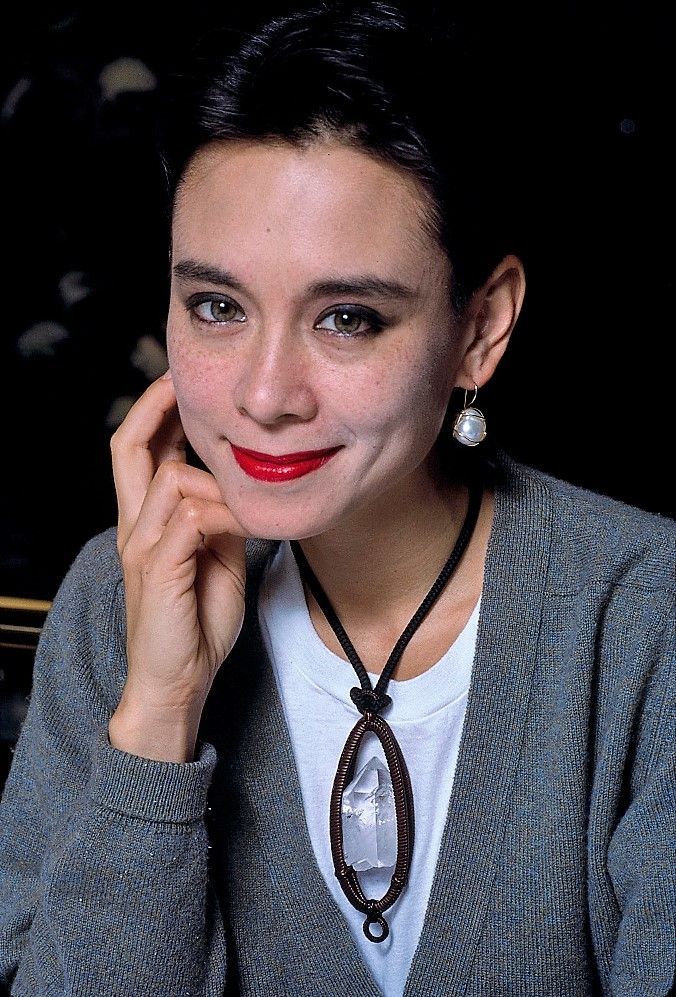
Tina Chow, 1987

Tina Chow, eigentlich Bettina Louise Lutz  (* 18. April 1950 in Lake View, Ohio, USA; † 24. Januar 1992 in Pacific Palisades, Los Angeles, USA) war ein US-amerikanisches Topmodel, AIDS-Aktivistin und Schmuckdesignerin japanischer Abstammung.

## Leben und Wirken
Tina Chow wurde als Tochter eines US-Amerikaners deutscher Abstammung und einer Japanerin geboren. Mit 16 Jahren ging sie nach Japan, wo sie für Shiseido arbeitete.
1972 heiratete sie den Restaurantunternehmer, Gastronomen und Schauspieler Michael Chow, mit dem sie zwei Kinder hatte und sich 1989 scheiden ließ. Einige ihrer Familienmitglieder sind ebenfalls prominent, so ihre Tochter China Chow, die Schauspielerin und Model ist, Tsai Chin, die Sängerin und Schriftstellerin ist und eine ihrer Schwägerinnen sowie ihre Schwester Adelle Lutz, die eine bekannte Schauspielerin, Kostümbildnerin und Model ist.
Entdeckt wurde sie 1974 durch den Modezeichner Antonio Lopez, Anfang der 1980er Jahre stieg sie zu einem der führenden Topmodels der Welt auf. Sie war tätig für wichtige Modedesigner, so für Armani, Calvin Klein, Balenciaga, Yves Saint Laurent und Dior. Auch wichtige Starphotographen porträtierten sie, so Helmut Newton, Cecil Beaton, Herb Ritts, Andy Warhol.
Ihre zweite Karriere begann sie als Schmuckdesignerin, angeregt durch ihren guten Freund Andy Warhol. Gute Freunde waren auch Keith Haring und Jean-Michel Basquiat.
1985 steckte sie sich mit dem HI-Virus an, 1989 wurde dieser bei ihr diagnostiziert. Seitdem, bis zu ihrem Tod mit 41 Jahren, war sie als AIDS-Aktivistin tätig.
Karl Lagerfeld bezeichnete sie mal als Erfinderin des „Minimal Chic“. Kate Moss bezeichnete sie als ihr Vorbild als Model.